# فرودگاه کازارمان
فرودگاه کازارمان (به لاتین: Kazarman Airport) یک فرودگاه در قرقیزستان است که در شهر کازارمان واقع شده‌است.

## نگارخانه

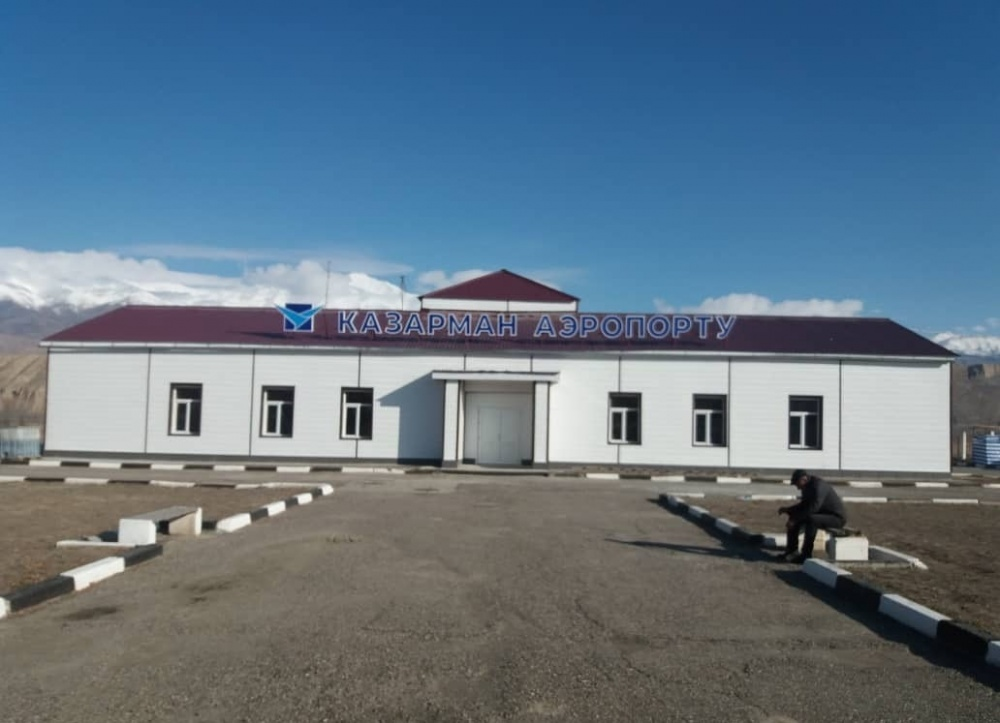
نمایی از فرودگاه